# Suaq Bakong
Suaq Bakong is een bestuurslaag in het regentschap Aceh Selatan van de provincie Atjeh, Indonesië. Suaq Bakong telt 1391 inwoners (volkstelling 2010).